# Karl Alexander Müller
Karl Alexander Müller (født 20. april 1927 i Basel, død 9. januar 2023) var en schweizisk fysiker, der sammen med Johannes Georg Bednorz modtog Nobelprisen i fysik for deres opdagelse af et højtemperatur-superleder oxid i keramisk materiale.
Müller blev uddannet fra Eidgenössische Technische Hochschule Zürich og var lektor ved Universität Zürich indtil han i 1963 blev ansat ved IBM's forskningscenter i Rüschlikon. Her var han til sin pensionering og beskæftigede sig særligt med lave temperaturer, herunder oxidforbindelsers varmeledningsegenskaber. 
Müller var adjungeret doktor ved Technische Universität München og Université de Genève.